# Louis Benoît Robert
Pour les articles homonymes, voir Robert.
Louis Benoît Robert, né le 7 mars 1772 à Ménerbes dans le Vaucluse et mort le 16 juin 1831 dans cette même ville, est un général français de la Révolution et de l’Empire.

## Biographie

### De la Révolution à l'Empire
Il entre en service le 3 août 1792. Le 4 avril 1794, il est nommé capitaine à la 71e demi-brigade de bataille. Il sert de 1794 à 1797 au sein de l’armée de Sambre-et-Meuse, et le 20 février 1798, il est affecté à la 92e demi-brigade d’infanterie de ligne. En 1799, il rejoint l’armée d’Italie et est blessé à la bataille de Vérone le 26 mars 1799. En 1800, il passe à l’armée de l’Ouest, puis en 1803 à l’armée de Batavie. En janvier 1804, il est avec son régiment au camp d’Utrecht. L'année suivante, il fait partie des troupes commandées par Louis Bonaparte en République batave, avant de participer à la campagne de Prusse et de Pologne, à l'issue de laquelle il devient chef de bataillon au 70e régiment d’infanterie de ligne le 30 mai 1807.
De 1808 à 1814, Robert est affecté à l’armée d’Espagne et est fait chevalier de la Légion d’honneur le 31 juillet 1808. Le 27 juin de la même année, il est nommé colonel à la suite du 70e régiment de ligne, et le 5 août suivant, il est blessé au siège de Saragosse. Le 28 octobre, il prend le commandement du 117e régiment d’infanterie de ligne. En 1810, il se fait remarquer au siège de Lérida ce qui lui vaut la croix d’officier de la Légion d’honneur le 29 mars. Créé baron de l’Empire le 10 avril 1811, il se distingue au siège de Tarragone où il est cité honorablement par le maréchal Suchet. Il est promu général de brigade le 6 juillet 1811. Le 1er septembre, il prend le commandement de la 1re brigade de la 1re division d’infanterie à l’armée d’Aragon. Le 10 janvier 1812, il devient gouverneur de Valence et reçoit sa promotion au grade de commandeur de la Légion d’honneur deux mois plus tard, le 16 mars. Le 17 juillet, il prend le commandement de la garnison de Tortosa jusqu'en mai 1814. 

### D'un régime à l'autre
Lors de la Première Restauration, Robert est nommé commandant du département des Pyrénées-Orientales le 4 juin 1814. Il reçoit également la croix de chevalier de Saint-Louis le 13 août. Pendant les Cent-Jours, l’Empereur le confirme dans son commandement du département des Pyrénées-Orientales le 15 avril 1815. Il est mis en non activité le 1er septembre suivant avec le retour de la monarchie. Admis à la retraite le 1er janvier 1825, il meurt le 16 juin 1831 à Menerbes, dans le Vaucluse .

## Dotations
- Le 7 août 1810, il est donataire de 6 000 francs sur Rome, puis sur la Stura le 6 août 1811.

## Armoiries
| Figure | Nom du baron et blasonnement |
| ------ | --- |
|        | Armes du baron Louis Benoît Robert et de l'Empire, décret du 7 août 1810, lettres patentes du 10 avril 1811, commandeur de la Légion d'honneur Écartelé, au premier d'azur à deux chevrons d'or ; au deuxième des barons tirés de l'armée, au troisième de gueules à la tour crénelée d'or ; au quatrième bandé d'azur et d'argent au lion de sable en abîme brochant sur le tout - Livrées : les couleurs de l'écu. |

## Sources
- (en) « Generals Who Served in the French Army during the Period 1789 - 1814: Eberle to Exelmans »
- Thierry Pouliquen, « Les généraux français et étrangers ayant servis [sic] dans la Grande Armée » (consulté le 29 novembre 2014)
- « La noblesse d’Empire » (consulté le 26 novembre 2014)
- « Cote LH/2350/40 », base Léonore, ministère français de la Culture
- (pl) « Napoléon.org.pl »
- Antoine Jay, Etienne de Jouy et Jacques Marquet de Norvins, Biographie nouvelle des contemporains ou dictionnaire historique et raisonné de tous les hommes qui, depuis la Révolution française ont acquis de la célébrité par leurs actions…, tome 18, Paris, librairie historique, janvier 1823, 496 p. (lire en ligne), p. 56.
- Vicomte Révérend, Armorial du premier empire, tome 4, Honoré Champion, libraire, Paris, 1897, p. 131.
- Charles Théodore Beauvais et Vincent Parisot, Victoires, conquêtes, revers et guerres civiles des Français, depuis les Gaulois jusqu’en 1792, tome 26, C.L.F Panckoucke, janvier 1822, 414 p. (lire en ligne), p. 164.
- Ernennung zum Baron http://www.arcinsys.niedersachsen.de/arcinsys/detailAction?detailid=v3321758